# Serie Final de la Liga Nacional de Baloncesto 2019
La Serie Final de la Liga Nacional de Baloncesto 2019 fue la serie definitiva para la Liga Nacional de Baloncesto 2019. En esta se enfrentan los Indios de San Francisco de Macorís y los Metros de Santiago.
Esta fue la tercera aparición en la Serie Final para los Indios, siendo esta su primera aparición desde 2013. Por el otro lado, esta es la séptima aparición en la Serie Final para los Metros (y primera desde 2017), resultando victoriosos en 3 de 4 campeonatos consecutivos entre 2014 y 2017. Esta fue la primera vez que estos equipos se enfrentan en la Serie Final de la Liga Nacional de Baloncesto.
La serie se disputó viernes, domingo y miércoles del 11 al 25 de octubre de 2019. El formato local/visitante de la serie fue el utilizado desde 2011, el formato alternancia de sedes (En San Francisco de Macorís se disputaron los partidos 1, 3, 5 y 7 mientras que en Santiago se jugaron los partidos 2, 4 y 6).

## Trayectoria hasta la Serie Final
Estos son los resultados de ambos equipos desde el comienzo de la temporada:
| Equipo                             | Serie regular       | Semifinales                                       |
| ---------------------------------- | ------------------- | ------------------------------------------------- |
| Indios de San Francisco de Macorís | 8-7 (2º de la liga) | Derrotaron a los Soles de Santo Domingo Este, 3-0 |
| Metros de Santiago                 | 8-8 (4º de la liga) | Derrotaron a los Reales de La Vega, 3-1           |

## Enfrentamientos en serie regular
La serie regular entre estos equipos quedó 2-1 en favor de los Indios.
| 6 de septiembre | Metros de Santiago                                            | 79–88                                         | Indios de San Francisco de Macorís                                      | Santiago                                                                       |  |
| 8:00 p. m.      | Parciales: 20 - 25, 18 - 26, 13 - 17, 28 - 20                 | Parciales: 20 - 25, 18 - 26, 13 - 17, 28 - 20 | Parciales: 20 - 25, 18 - 26, 13 - 17, 28 - 20                           |                                                                                |  |
|                 | Estadísticas Jerome Frink 16 Adrian Forbes 8 Tres jugadores 5 | Reporte Pts Reb Asts                          | Estadísticas 24 Gerardo Suero 8 B. Williams, L. Cabrera 7 DaQuan Brooks | Pabellón: Gran Arena del Cibao Árbitros: Joel Pérez, Carlos Cleto y Joel Mejía |  |

| 13 de septiembre | Indios de San Francisco de Macorís                           | 93–101                                        | Metros de Santiago                                           | San Francisco de Macorís                                                                |  |
| 8:00 p. m.       | Parciales: 20 - 16, 23 - 23, 22 - 28, 28 - 34                | Parciales: 20 - 16, 23 - 23, 22 - 28, 28 - 34 | Parciales: 20 - 16, 23 - 23, 22 - 28, 28 - 34                |                                                                                         |  |
|                  | Estadísticas Paris Bass 25 Brian Williams 9 Brian Williams 5 | Reporte Pts Reb Asts                          | Estadísticas 24 Adris de León 23 Eloy Vargas 7 Adris de León | Pabellón: Polideportivo Mario Ortega Árbitros: Joel Pérez, Celestino Pérez y José Sambo |  |

| 22 de septiembre | Indios de San Francisco de Macorís                             | 91–86                                         | Metros de Santiago                                              | San Francisco de Macorís                                                                     |  |
| 4:00 p. m.       | Parciales: 24 - 23, 26 - 16, 20 - 21, 21 - 26                  | Parciales: 24 - 23, 26 - 16, 20 - 21, 21 - 26 | Parciales: 24 - 23, 26 - 16, 20 - 21, 21 - 26                   |                                                                                              |  |
|                  | Estadísticas Paris Bass 22 E. Santana, P. Bass 9 Greg Foster 6 | Reporte Pts Reb Asts                          | Estadísticas 24 Brandone Francis 13 Eloy Vargas 4 Adris de León | Pabellón: Polideportivo Mario Ortega Árbitros: Reynaldo Mercedes, José Berroa y Ever Jiménez |  |

## Serie Final
Los horarios corresponden al huso horario de la República Dominicana, UTC-4.

### Partido 1
| 11 de octubre      | Indios de San Francisco de Macorís                         | 93–98                                         | Metros de Santiago                                                        | San Francisco de Macorís                                                                        |  |  |
| 8:00 p. m.         | Parciales: 26 - 23, 19 - 26, 28 - 18, 20 - 31              | Parciales: 26 - 23, 19 - 26, 28 - 18, 20 - 31 | Parciales: 26 - 23, 19 - 26, 28 - 18, 20 - 31                             |                                                                                                 |  |  |
|                    | Estadísticas Paris Bass 21 Brian Williams 15 Greg Foster 7 | Reporte Pts Reb Asts                          | Estadísticas 25 Brandon Costner 8 D. McGuire, J. Hamilton 7 Adris de León | Pabellón: Polideportivo Mario Ortega Árbitros: Reynaldo Mercedes, Paola Cuello y Erick Martínez |  |  |
| Metros lideran 1-0 |                                                            |                                               |                                                                           |                                                                                                 |  |  |
|                    |                                                            |                                               |                                                                           |                                                                                                 |  |  |

### Partido 2
| 13 de octubre      | Metros de Santiago                                              | 92–99                                         | Indios de San Francisco de Macorís                         | Santiago                                                                        |  |  |
| 4:00 p. m.         | Parciales: 19 - 24, 20 - 22, 32 - 28, 21 - 25                   | Parciales: 19 - 24, 20 - 22, 32 - 28, 21 - 25 | Parciales: 19 - 24, 20 - 22, 32 - 28, 21 - 25              |                                                                                 |  |  |
|                    | Estadísticas Reyshawn Terry 25 Eloy Vargas 15 Dominic McGuire 7 | Reporte Pts Reb Asts                          | Estadísticas 26 Paris Bass 8 Edward Santana 10 Greg Foster | Pabellón: Gran Arena del Cibao Árbitros: Joel Pérez, José Berroa y Carlos Cleto |  |  |
| Serie empatada 1-1 |                                                                 |                                               |                                                            |                                                                                 |  |  |
|                    |                                                                 |                                               |                                                            |                                                                                 |  |  |

### Partido 3
| 16 de octubre      | Indios de San Francisco de Macorís                            | 84–81                                         | Metros de Santiago                                                 | San Francisco de Macorís                                                                        |  |  |
| 8:00 p. m.         | Parciales: 18 - 14, 26 - 16, 21 - 24, 19 - 27                 | Parciales: 18 - 14, 26 - 16, 21 - 24, 19 - 27 | Parciales: 18 - 14, 26 - 16, 21 - 24, 19 - 27                      |                                                                                                 |  |  |
|                    | Estadísticas Paris Bass 16 L. Cabrera, P. Bass 7 Paris Bass 6 | Reporte Pts Reb Asts                          | Estadísticas 20 Reyshawn Terry 10 Reyshawn Terry 4 Dominic McGuire | Pabellón: Polideportivo Mario Ortega Árbitros: Reynaldo Mercedes, Roberto Mota y Nelson Almonte |  |  |
| Indios lideran 2-1 |                                                               |                                               |                                                                    |                                                                                                 |  |  |
|                    |                                                               |                                               |                                                                    |                                                                                                 |  |  |

### Partido 4
| 18 de octubre      | Metros de Santiago                                             | 101–95                                        | Indios de San Francisco de Macorís                              | Santiago                                                                                     |  |  |
| 8:00 p. m.         | Parciales: 24 - 21, 28 - 21, 18 - 31, 31 - 22                  | Parciales: 24 - 21, 28 - 21, 18 - 31, 31 - 22 | Parciales: 24 - 21, 28 - 21, 18 - 31, 31 - 22                   |                                                                                              |  |  |
|                    | Estadísticas Jordan Hamilton 29 Eloy Vargas 13 Adris de León 7 | Reporte Pts Reb Asts                          | Estadísticas 30 Paris Bass 11 E. Santana, P. Bass 4 Greg Foster | Pabellón: Gran Arena del Cibao Árbitros: Reynaldo Mercedes, Daniel Asencio y Celestino Pérez |  |  |
| Serie empatada 2-2 |                                                                |                                               |                                                                 |                                                                                              |  |  |
|                    |                                                                |                                               |                                                                 |                                                                                              |  |  |

### Partido 5
| 20 de octubre      | Indios de San Francisco de Macorís                      | 85–80                                         | Metros de Santiago                                                  | San Francisco de Macorís                                                                      |  |  |
| 8:00 p. m.         | Parciales: 18 - 23, 23 - 16, 23 - 17, 21 - 24           | Parciales: 18 - 23, 23 - 16, 23 - 17, 21 - 24 | Parciales: 18 - 23, 23 - 16, 23 - 17, 21 - 24                       |                                                                                               |  |  |
|                    | Estadísticas Greg Foster 25 Paris Bass 10 Greg Foster 8 | Reporte Pts Reb Asts                          | Estadísticas 24 Jordan Hamilton 7 Jordan Hamilton 3 Jordan Hamilton | Pabellón: Polideportivo Mario Ortega Árbitros: Reynaldo Mercedes, Roberto Mota y Carlos Cleto |  |  |
| Indios lideran 3-2 |                                                         |                                               |                                                                     |                                                                                               |  |  |
|                    |                                                         |                                               |                                                                     |                                                                                               |  |  |

### Partido 6
| 23 de octubre      | Metros de Santiago                                                       | 103–79                                       | Indios de San Francisco de Macorís                             | Santiago                                                                                     |  |  |
| 8:00 p. m.         | Parciales: 30 - 11, 20 - 7, 21 - 35, 32 - 26                             | Parciales: 30 - 11, 20 - 7, 21 - 35, 32 - 26 | Parciales: 30 - 11, 20 - 7, 21 - 35, 32 - 26                   |                                                                                              |  |  |
|                    | Estadísticas B. Francis, J. Hamilton 23 Reyshawn Terry 8 Adris de León 7 | Reporte Pts Reb Asts                         | Estadísticas 19 Edward Santana 12 Edward Santana 7 Greg Foster | Pabellón: Gran Arena del Cibao Árbitros: Reynaldo Mercedes, Daniel Asencio y Celestino Pérez |  |  |
| Serie empatada 3-3 |                                                                          |                                              |                                                                |                                                                                              |  |  |
|                    |                                                                          |                                              |                                                                |                                                                                              |  |  |

### Partido 7
| 25 de octubre    | Indios de San Francisco de Macorís                     | 100–89                                | Metros de Santiago                                                  | San Francisco de Macorís                                                                        |  |  |
| 8:00 p. m.       | Parciales: 21-24, 22-19, 26-23, 31-23                  | Parciales: 21-24, 22-19, 26-23, 31-23 | Parciales: 21-24, 22-19, 26-23, 31-23                               |                                                                                                 |  |  |
|                  | Estadísticas Paris Bass 36 Paris Bass 14 Greg Foster 7 | Reporte Pts Reb Asts                  | Estadísticas 20 Reyshawn Terry 10 Jordan Hamilton 4 Dominic McGuire | Pabellón: Polideportivo Mario Ortega Árbitros: Reynaldo Mercedes, Roberto Mota y Daniel Asencio |  |  |
| Indios ganan 4-3 |                                                        |                                       |                                                                     |                                                                                                 |  |  |
|                  |                                                        |                                       |                                                                     |                                                                                                 |  |  |